# Canton de Forbach
Le canton de Forbach est une circonscription électorale française située dans le département de la Moselle et la région Grand Est.

## Géographie
Ce canton est organisé autour de Forbach dans l'arrondissement de Forbach-Boulay-Moselle. Son altitude varie de 190 m (Petite-Rosselle) à 388 m (Forbach).

## Histoire
Créé au XIXe siècle, le canton de Forbach est supprimé par le décret du 8 août 1967 créant les cantons de Forbach-I et Forbach-II.
Il est recréé par décret du 24 décembre 1984 réorganisant les deux cantons de Forbach en trois cantons (Forbach, Stiring-Wendel et Behren-lès-Forbach).
Par décret du 18 février 2014, le nombre de cantons du département est divisé par deux, avec mise en application aux élections départementales de mars 2015. Le canton de Forbach est conservé et s'agrandit. Il passe de 1 à 7 communes.

## Représentation

### Conseillers généraux de 1833 à 1967
| Période | Période          | Identité                         | Étiquette   | Qualité |
| ------- | ---------------- | -------------------------------- | ----------- | --- |
| 1833    | 1833 (démission) | Jean-Michel Couturier            |             | Receveur particulier des contributions et finances Maire de Sarreguemines Elu dans le Canton de Sarreguemines                            |
| 1833    | 1839             | Jean-Jacques Cunin (1775-?)      |             | Premier adjoint au maire de Metz |
| 1840    | 1842             | Jean Victor Coinze (1802-1856)   |             | Notaire Ancien Sous-Préfet à Sarreguemines                                                                                               |
| 1842    | 1848             | Antoine Mathieu                  |             | Procureur du Roi à Sarreguemines |
| 1848    | 1852             | Pierre Himmelspach               |             | Maire de Forbach (1843-1851) |
| 1852    | 1868 (décès)     | François-Joseph de Vaulx d'Achy  |             | Juge de paix de Forbach et maire de Folkling (1843-1852), conseiller d'arrondissement                                                    |
| 1868    | 1871             | Charles Le Joindre               |             | Propriétaire à Forbach |
| 1871    | 1919             | Annexion allemande               |             | |
| 1919    | 1935 (décès)     | Louis Couturier                  | RG          | Industriel - Maire de Forbach |
| 1935    | 1940             | Alexandre Hoffmann (1900-1945)   | SFIO        | Instituteur - Maire de Petite-Rosselle (1935 à 1939), interné de guerre, déporté à Dachau puis à Buchenwald en 1944, Mort pour la France |
|         |                  |                                  |             | |
| 1945    | 1949             | Edouard Waghemaecker (1897-1961) | SFIO        | Professeur - Maire de Forbach (1945-1947)                                                                                                |
| 1949    | 1967             | Jean-Éric Bousch                 | RS puis UDR | Ingénieur Sénateur (1959-1974) Maire de Forbach (1953-1988)                                                                              |

### Conseillers d'arrondissement (de 1833 à 1940)
Le canton de Forbach avait trois conseillers d'arrondissement de 1928 à 1940.
De 1801 à 1871, il appartenait à l'arrondissement de Sarreguemines.
| Période                                  | Période      | Identité                        | Étiquette | Qualité |
| ---------------------------------------- | ------------ | ------------------------------- | --------- | --- |
| 1833                                     |              | M. Schwartz                     |           | Maitre de poste à Forbach                                                                                   |
|                                          |              |                                 |           | |
| 1842                                     | 1852         | François-Joseph de Vaulx d'Achy |           | Juge de paix de Forbach et maire de Folkling (1843-1852)                                                    |
|                                          |              |                                 |           | |
| 1919                                     | 1922         | Stanislas Bouchy                | URL       | Propriétaire à Forbach                                                                                      |
| 1919                                     | 1924 (décès) | Jules Engler (1871-1924)        | URL       | Employé aux houillères Petite-Rosselle, ingénieur chez De Wendel                                            |
| 1919                                     | 1928         | Nicolas Colson                  | URL       | Propriétaire, marchand de bois, maire de Merlebach                                                          |
| 1922                                     | 1940         | Georges Ahreiner (1882-1952)    |           | Médecin, chirurgien-chef à Forbach                                                                          |
| 1924                                     | 1928         | Jean-Pierre Bourgeois           |           | Propriétaire, maire de Petite-Rosselle                                                                      |
| 1928                                     | 1937 (décès) | Jean Egloff (1885-1937)         |           | Mineur, maire de Rosbruck (1924-1935)                                                                       |
| 1928                                     | 1940         | Alphonse Kaas (1883-1963)       |           | Meunier, cultivateur, entrepreneur de transports, maire de Cocheren                                         |
| 1937                                     | 1940         | Georges Schuler (1884-1964)     | SFIO      | Restaurateur, adjoint au maire de Petite-Rosselle                                                           |
| 1940                                     |              |                                 |           | Les conseils d'arrondissement ont été suspendus par la loi du 12 octobre 1940 et n'ont jamais été réactivés |
| Les données manquantes sont à compléter. |              |                                 |           | |

### Conseillers généraux de 1984 à 2015
| Période | Période          | Identité                  | Étiquette    | Qualité |
| ------- | ---------------- | ------------------------- | ------------ | --- |
| 1984    | 1990 (démission) | Jean-Éric Bousch          | RPR          | Ingénieur Sénateur (1959-1974 et 1988-1992) Député (1978-1981) Maire de Forbach (1953-1988 et 1989-1995) Ancien conseiller général du Canton de Forbach-II (1967-1973 et 1976-1984) |
| 1990    | 1996 (décès)     | Louis Houpert (1921-1996) | app.RPR      | Directeur d'école, maire de Forbach (1988-1989) |
| 1996    | 2004             | Charles Stirnweiss        | UDF puis UMP | Chef d'entreprise Maire de Forbach (1995-2008) Ancien conseiller général du Canton de Forbach-I (1973-1984)                                                                         |
| 2004    | 2012 (démission) | Laurent Kalinowski        | PS           | Retraité de l'enseignement Maire de Forbach (2008-2020) Président de la Communauté d'Agglomération Forbach Porte de France Député (2012-2017)                                       |
| 2012    | 2015             | Marie-Antoinette Gérolt   | PS           | Adjointe au Maire de Forbach |

### Conseillers départementaux à partir de 2015
| Période élective | Période élective | Mandat | Mandat   | Identité               | Nuance | Nuance | Qualité |
| ---------------- | ---------------- | ------ | -------- | ---------------------- | ------ | ------ | --- |
| 2015             | 2021             | 2015   | 2021     | Carmen Diligent        |        | DVD    | Fonctionnaire retraitée Vice-présidente du département, conseillère régionale du Grand-Est Ancienne suppléante du député Pierre Lang (1993-1997) |
| 2015             | 2021             | 2015   | 2021     | Gilbert Schuh          |        | UDI    | Agent commercial Maire de Morsbach |
| 2021             | 2028             | 2021   | en cours | Christelle Loria-Manck |        | DVD    | Adjointe au maire de Forbach |
| 2021             | 2028             | 2021   | en cours | Gilbert Schuh          |        | UDI    | Conseiller sortant, 7ème Vice-Président du conseil départemental                                                                                 |

Carmen Diligent a été exclue du parti Les Républicains en 2017.

### Résultats détaillés

#### Élections de mars 2015
À l'issue du 1er tour des élections départementales de 2015, deux binômes sont en ballottage : Patricia Corbisez et Eric Vilain (FN, 40,9 %) et Carmen Diligent et Gilbert Schuh (Union de la Droite, 27,57 %). Le taux de participation est de 36,55 % (9 943 votants sur 27 203 inscrits) contre 44,87 % au niveau départemental et 50,17 % au niveau national.
Au second tour, Carmen Diligent et Gilbert Schuh (Union de la Droite) sont élus avec 53,89 % des suffrages exprimés et un taux de participation de 38,34 % (5 296 voix pour 10 429 votants et 27 204 inscrits).

#### Élections de juin 2021
Le premier tour des élections départementales de 2021 est marqué par un très faible taux de participation (33,26 % au niveau national). Dans le canton de Forbach, ce taux de participation est de 19,25 % (4 845 votants sur 25 165 inscrits) contre 26,75 % au niveau départemental. À l'issue de ce premier tour, deux binômes sont en ballottage : Christelle Loria-Manck et Gilbert Schuh (Union à droite, 26,37 %) et Olivier Caps et Françoise Staub (RN, 23,86 %).
Le second tour des élections est marqué une nouvelle fois par une abstention massive équivalente au premier tour. Les taux de participation sont de 34,36 % au niveau national, 27,16 % dans le département et 20,34 % dans le canton de Forbach. Christelle Loria-Manck et Gilbert Schuh (Union à droite) sont élus avec 59,68 % des suffrages exprimés (2 866 voix pour 5 121 votants et 25 171 inscrits),,.

## Composition

### Composition avant 1967
Le canton de Forbach était composé de vingt-deux communes :
- Forbach,
- Behren-lès-Forbach,
- Œting,
- Petite-Rosselle,
- Schœneck,
- Stiring-Wendel,
- Alsting,
- Bousbach,
- Cocheren,
- Diebling,
- Etzling,
- Farschviller,
- Folkling,
- Kerbach,
- Merlebach,
- Metzing,
- Morsbach,
- Nousseviller-Saint-Nabor,
- Rosbruck,
- Spicheren,
- Théding,
- Tenteling.

### Composition de 1984 à 2015

Situation du canton de Forbach dans l'arrondissement de Forbach de 1984 à 2015.

Le canton était alors composé de la portion de la commune de Forbach située au sud d'une ligne définie par l'axe du chemin départemental 32 b à partir de la limite de la commune de Schœneck jusqu'à la voie ferrée desservant le puits Simon, la voie ferrée de desserte du puits Simon en direction des ponts de Petite-Rosselle jusqu'au chemin d'exploitation menant au château d'eau de Forbach et l'axe de ce chemin jusqu'à la limite de la commune de Petite-Rosselle.

### Composition depuis 2015
Le canton comprend désormais sept communes entières.
| Nom                             | Code Insee | Intercommunalité              | Superficie (km2) | Population (dernière pop. légale) | Densité (hab./km2) | Modifier                                    |
| ------------------------------- | ---------- | ----------------------------- | ---------------- | --------------------------------- | ------------------ | ------------------------------------------- |
| Forbach (bureau centralisateur) | 57227      | CA de Forbach Porte de France | 16,32            | 21 111 (2022)                     | 1 294              | modifier les données · modifier les données |
| Cocheren                        | 57144      | CA de Forbach Porte de France | 5,62             | 3 351 (2022)                      | 596                | modifier les données · modifier les données |
| Morsbach                        | 57484      | CA de Forbach Porte de France | 5,09             | 2 657 (2022)                      | 522                | modifier les données · modifier les données |
| Œting                           | 57521      | CA de Forbach Porte de France | 4,39             | 2 636 (2022)                      | 600                | modifier les données · modifier les données |
| Petite-Rosselle                 | 57537      | CA de Forbach Porte de France | 5,05             | 6 176 (2022)                      | 1 223              | modifier les données · modifier les données |
| Rosbruck                        | 57596      | CA de Forbach Porte de France | 1,41             | 730 (2022)                        | 518                | modifier les données · modifier les données |
| Schœneck                        | 57638      | CA de Forbach Porte de France | 4,06             | 2 442 (2022)                      | 601                | modifier les données · modifier les données |
| Canton de Forbach               | 5708       |                               | 41,94            | 39 103 (2022)                     | 932                | modifier les données                        |

## Démographie

### Démographie avant 2015
| 1962   | 1982   | 1990   | 1999   | 2006   | 2011   | 2012   |
| ------ | ------ | ------ | ------ | ------ | ------ | ------ |
| 16 818 | 18 988 | 27 076 | 22 807 | 21 956 | 21 561 | 21 475 |

### Démographie depuis 2015
En 2022, le canton comptait 39 103 habitants, en évolution de −2,83 % par rapport à 2016 (Moselle : +0,52 %, France hors Mayotte : +2,11 %).
| 2013   | 2018   | 2022   |
| ------ | ------ | ------ |
| 40 446 | 40 051 | 39 103 |